# Nguyễn Trãi, thành phố Hà Giang
Nguyễn Trãi là một phường thuộc thành phố Hà Giang, tỉnh Hà Giang, Việt Nam.

## Địa lý
Phường Nguyễn Trãi nằm ở trung tâm của thành phố Hà Giang, có vị trí địa lý:
- Phía bắc giáp phường Quang Trung
- Phía đông giáp phường Trần Phú và phường Minh Khai
- Phía nam giáp xã Phương Thiện
- Phía tây giáp xã Phương Độ.

Phường Nguyễn Trãi có diện tích 4,45 km², dân số năm 2019 là 10.758 người, mật độ dân số đạt 2.418 người/km².

## Hành chính
Phường Nguyễn Trãi được chia thành 18 tổ dân phố.

## Giao thông
Phường Nguyễn Trãi là nơi giao nhau của ba tuyến dường quan trọng là quốc lộ 2, quốc lộ 34 và quốc lộ 4C. Sông Lô tạo thành ranh giới tự nhiên phía đông của phường.